# Giao Tân
Giao Tân là một xã thuộc huyện Giao Thủy, tỉnh Nam Định, Việt Nam.
Xã Giao Tân có diện tích 5,12 km², dân số năm 1999 là 7510 người, mật độ dân số đạt 1467 người/km². Đây là địa phương có dự án Đường cao tốc Ninh Bình – Hải Phòng đi qua.